# کورتیکوسترون
کورتیکوسترون (به انگلیسی: Corticosterone) یک هورمون کورتیکواستروئیدی بیست و یک کربنه با شناسه پاب‌کم ۵۷۵۳ است. این هورمون در قشر غده فوق کلیوی انسان و بسیاری از جانوران تولید می‌شود. در بسیاری از جانوران مانند پرندگان ، خزندگان ، دوزیستان و جوندگان ، کورتیکواسترون ، گلوکوکورتیکوئید اصلی بدن است ولی در انسان هورمون گلوکوکورتیکوئیدی اصلی کورتیزول است.

## نگارخانه